# Neera Tanden

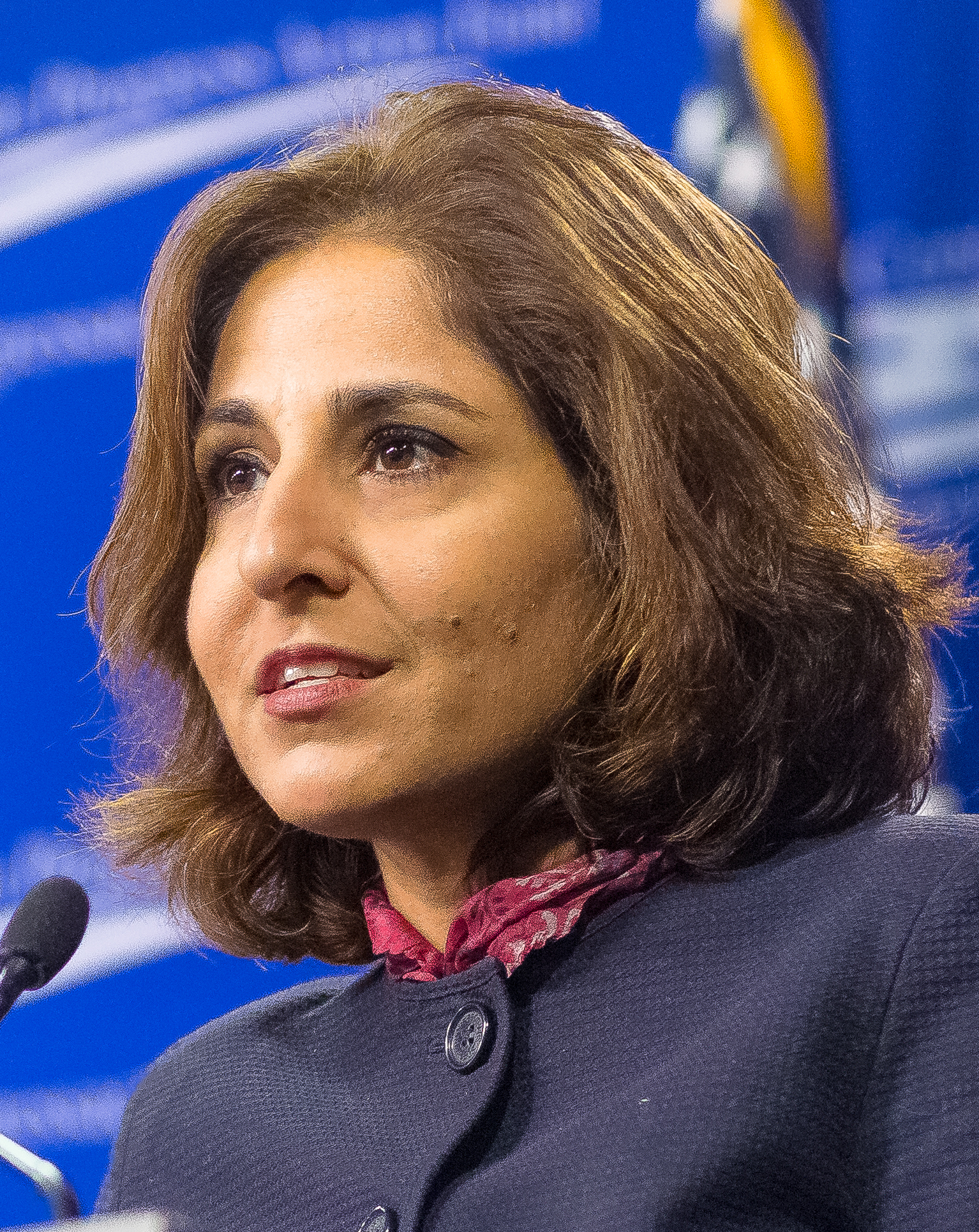
Neera Tanden, 2014

Neera Tanden (* 10. September 1970 in Bedford, Massachusetts) ist eine amerikanische Juristin und politische Beamtin. Sie ist die Präsidentin des Center for American Progress, bei dem sie seit 2003 in verschiedenen Funktionen tätig ist.
Neera Tanden wurde in Bedford, Massachusetts, geboren. Ihre Eltern waren aus Indien in die USA emigriert. Neera Tanden hat einen Bruder, Raj. Ihre Eltern trennten sich, als sie fünf Jahre alt war. Sie lebte bei ihrer Mutter unter ökonomisch bescheidenen Umständen. Tanden studierte an der University of California, Los Angeles und erhielt 1992 einen Bachelor of Arts und graduierte 2006 an der Yale Law School mit einem Juris Doctor. Dort war sie auch in der Redaktion des Yale Law & Policy Review. In den ersten Semestern an der University of California, Los Angeles, lernte sie ihren späteren Mann kennen, den Künstler Benjamin Edwards.
Tanden ist Präsidentin des sozialliberalen Thinktanks Center for American Progress, bei dem sie seit 2003 in verschiedenen Funktionen tätig ist. Tanden arbeitete in mehreren Präsidentschaftskampagnen der Demokraten mit, unter anderem von Michael Dukakis 1988, Bill Clinton 1992 und Barack Obama 2008. Vor dem Wechsel in Obamas Wahlkampfteam war Tanden bereits Senior Staffer bei Hillary Clintons Kampagne für die demokratische Nominierung 2008. In der Obama-Regierung arbeitete Tanden am Entwurf des Affordable Care Act („Obama Care“) mit. Tanden beriet erneut Clinton bei ihrer erfolgreichen Vorwahlkampagne 2016 und ihrer erfolglosen Präsidentschaftskampagne 2016. 
Am 30. November 2020 gab der designierte US-Präsident Joe Biden bekannt, Tanden für den Posten der Direktorin des Office of Management and Budget zu nominieren. Von den von Biden nominierten Kabinettsmitgliedern galt Tanden als die umstrittenste. Sie gilt als streitbar und wurde wegen ihrer Arbeit für das linksliberale Center for American Progress von Republikanern kritisch gesehen. Ihre Einsetzung war von der Zustimmung des US-Senats abhängig. Nachdem sich auch in der Demokratischen Partei Widerstand geäußert hatte, zog Biden auf Wunsch von Tanden die Nominierung am 2. März 2021 zurück.
Von Mai 2023 bis Januar 2025 war sie Vorsitzende des Rates für Innenpolitik der Vereinigten Staaten.